# Dysplazja diastroficzna
Dysplazja diastroficzna (ang. diastrophic dysplasia, DD, DTD) – choroba genetyczna o dziedziczeniu autosomalnym recesywnym, spowodowana mutacją w genie DTDST w locus 5q32-q33.1 kodującym transporter jonów siarczanowych SLC26A2. Mutacje w tym samym genie powodują achondrogenezę typu 1B (OMIM#600972) i atelosteogenezę typu 2 (OMIM#256050), są to więc schorzenia alleliczne. Rozpoznanie wady może być postawione na podstawie wyniku USG w okresie prenatalnym. Noworodki mają bardzo krótkie kończyny, nieprawidłowo wykształcone i skrócone stopy, dłonie skręcone w stronę łokciową z proksymalnym ustawieniem kciuka („kciuk autostopowicza”) i ograniczoną ruchomość w dużych stawach. Często stwierdza się zrosty kostne stawów śródręczno-paliczkowych (symphalangism) i torbielowaty obrzęk zapalny chrząstek małżowin usznych. Niekiedy stwierdza się rozszczepienie podniebienia. Zaburzenia budowy narządów zawierających tkankę chrzestną (tchawicy, oskrzeli, krtani) mogą prowadzić do niedrożności dróg oddechowych prowadzącej do zgonu w okresie noworodkowym. Wzrost jest nieprawidłowy, a wiek kostny przyspieszony; w życiu dorosłym chorzy są niscy (110–130 cm). Chorobę opisali Lamy i Maroteaux w 1960 roku, nazwę wywodząc od geologicznego pojęcia diastrofizmu, chociaż przypadki o ewidentnym fenotpie DTD bywały opisywane wcześniej, np. przez Maua w 1958 roku.